# Kombuis (molen)

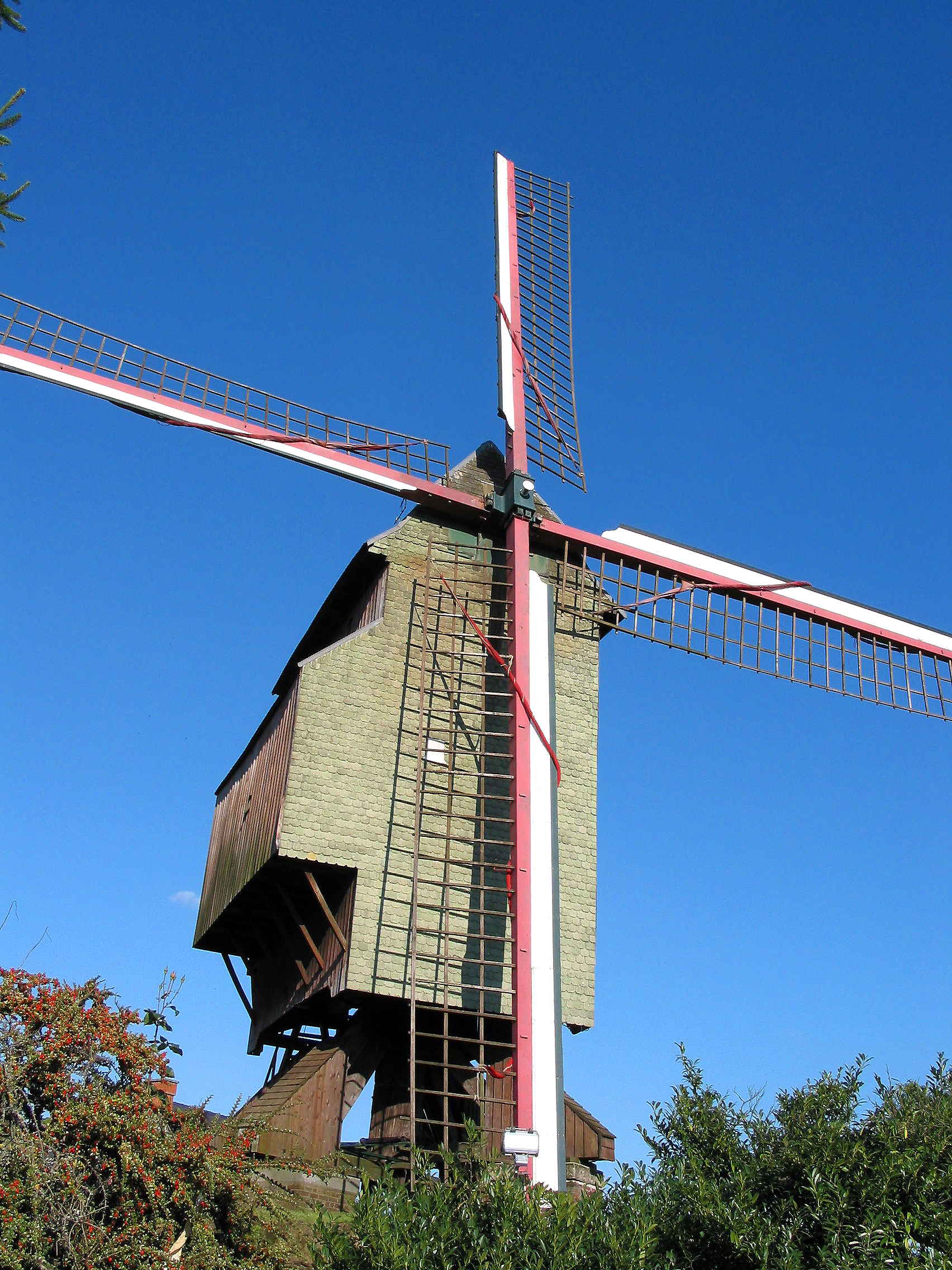
Moulin du Cat Sauvage met kombuis in Elzele

Een kombuis is een aanbouw aan een standerdmolen waarin werktuigen kunnen worden ondergebracht. Men treft deze aanbouwen die meestal dateren uit de negentiende en twintigste eeuw tegenwoordig nog aan bij grote standerdmolens of staakmolens in België en Frankrijk, maar ook in Nederland zijn in het verleden kombuizen aangebouwd.
De reden voor de plaatsing van een kombuis op de kast van de molen is dat werktuigen moeten kunnen worden aangedreven. In de meeste standerdmolens is de krachtbron uitsluitend in het draaibare deel aanwezig, zeker in de tijd voor de elektrificatie van het platteland die in de twintigste eeuw plaatsvond. De werktuigen die in kombuizen zijn geplaatst zijn bijvoorbeeld builen om bloem te produceren en wanmolens die het graan ontdoen van vuil en zaken die er niet in thuishoren. Deze werktuigen werden in de loop van de negentiende eeuw steeds vaker toegepast. Ze waren niet bijzonder zwaar maar wel te groot om in de bestaande molen te kunnen worden geplaatst.
Een aanbouw aan een molen maakt deze asymmetrisch. Om de balans te behouden werd de zetel vaak aangepast, zodat het draaipunt dicht bij het zwaartepunt van de kast bleef. Ook werden kombuizen aan weerszijden van de molen aangebracht waardoor het zwaartepunt van de molen nauwelijks verschoof.

## Voorbeelden
Voorbeelden van nog bestaande molens met kombuizen zijn:
- In België:
  - Kruiskoutermolen
  - Moulin de la Marquise
  - Moulin du Cat Sauvage
- In Frankrijk:
  - Molen Deschodt